# Лисіца
Лисіца (словац. Lysica) — село, громада округу Жиліна, Жилінський край, регіон Горне Поважіє. Кадастрова площа громади — 15,53 км².
Населення 850 осіб (станом на 31 грудня 2017 року).

## Історія
Лисіца згадується 1475 року.

## Населення
| Рік:            | 1994. | 2004.   | 2014.   | 2024.   |
| --------------- | ----- | ------- | ------- | ------- |
| Кількість осіб: | 912   | 859     | 835     | 901     |
| Різниця:        |       | -5,81 % | -2,79 % | +7,90 % |

| Рік:            | 2023. | 2024.   |
| --------------- | ----- | ------- |
| Кількість осіб: | 893   | 901     |
| Різниця:        |       | +0,89 % |